# IC 2162
IC 2162 је емисиона маглина у сазвјежђу Орион која се налази на листи објеката дубоког неба у Индекс каталогу.
Деклинација објекта је + 17° 58' 48" а ректасцензија 6h 13m 6,0s. IC 2162 је још познат и под ознакама LBN 859, Sh2-255.